# Opopaea mattica
Opopaea mattica är en spindelart som beskrevs av Simon 1893. Opopaea mattica ingår i släktet Opopaea och familjen dansspindlar.
Artens utbredningsområde är Gabon. Inga underarter finns listade i Catalogue of Life.